# Bernstorffs Palæ
Bernstorffs Palæ (fra 1884 til 1913 kaldet Kong Georgs Palæ) er en fredet bygning på hjørnet af Bredgade (42) og Frederiksgade i Københavns Kommune, tidl. Sokkelund Herred, Københavns Amt.
Hovedbygningen er opført i 1752-1756 ved J.G. Rosenberg og Nicolai Eigtved. Senere blev visse rum i palæet ombygget af G.F. Hetsch. Palæet danner pendant til Dehns Palæ på det modsatte hjørne af Frederiksgade.
Palæets fire originale franske gobeliner (1749 efter forlæg af François Boucher) og rokokomøbler blev i 1910 solgt af kong Georg 1. af Grækenland til en amerikansk rigmand og findes i dag på Metropolitan Museum of Art i New York City. De var udlånt til Kunstindustrimuseet til udstillingen i anledning af Frederiksstadens 250-års jubilæum i 1999.

## Ejere af Bernstorffs Palæ
| (1751-1772) | Johan Hartvig Ernst Bernstorff            | Johan Hartvig Ernst Bernstorff            |
| (1772-1797) | Andreas Peter Bernstorff                  | Andreas Peter Bernstorff                  |
| (1797-1799) | Christian Bernstorff / Joachim Bernstorff | Christian Bernstorff / Joachim Bernstorff |
| (1799-1801) | Jørgen Henrik Rawert / Andreas Hallander  | Jørgen Henrik Rawert / Andreas Hallander  |
| (1801-1803) | Forskellige ejere (søndre del)            | Frederik Hoppe (godsejer) (nordre del)    |
| (1803-1813) | Steen Andersen Bille (søndre del)         | Frederik Hoppe (godsejer) (nordre del)    |
| (1813-1829) | Kronen (søndre del)                       | Frederik Hoppe (godsejer) (nordre del)    |
| (1829-1881) | Kronen (hele huset)                       | Kronen (hele huset)                       |
| (1881-1916) | Georg 1. af Grækenland                    | Georg 1. af Grækenland                    |
| (1916-1921) | Det Transatlantiske Compagni              | Det Transatlantiske Compagni              |
| (1921-1995) | Assurance Compagniet Baltica              | Assurance Compagniet Baltica              |
| (1995-?)    | TrygVesta Forsikring A/S                  | TrygVesta Forsikring A/S                  |
| (2018-)     | Jeudan                                    | Jeudan                                    |

Bygningen huser i dag Uddannelses- og Forskningsministeriet, og har tidligere været benyttet af Østre Landsret.